# Межциемс (Даугавпилс)
Ме́жциемс (до 1937 года — Погуля́нка; латыш. Mežciems, Poguļanka, латг. Paguļāni ) — микрорайон города Даугавпилса (Латвия). Находится в северо-западной части города, на правом берегу Даугавы, в семи километрах от центра. Граничит с микрорайонами Дзинтари, Визбули и Средняя Погулянка, а также Свентской и Ликсненской волостями Даугавпилсского края.
Микрорайон расположен на территории лесного массива. Застройка редкая и, за некоторыми исключениями, жилая малоэтажная.

## История
Межциемс (Погулянка) образовался как бальнеологический курорт и дачный посёлок вблизи Даугавпилса на территории Ликсненской волости. В 1883 году владелец имения Ликсна граф Иван Генрихович Плятер-Зиберг открыл здесь санаторий. В 1925 году населённый пункт получил статус посёлка. В 1946 году был включён в состав Даугавпилса. С начала 1990-х годов санаторий не действует.